# Velekur (Tetraogallus)
Velekur (Tetraogallus) je rod hrabavých ptáků z čeledi bažantovitých.

## Popis
Velekuři jsou větší ptáci s rozpětím křídel až 97 cm a váhou až přes 3,5 kg. Obývají alpínské louky a kamenité svahy nad horní hranicí lesa. V zimě vydrží teploty až -40 °C. Nejsou dobří letci, umí však rychle běhat.

## Druhy
Rod zahrnuje celkem pět druhů. Výskyt je omezen pouze na Eurasii, vysoká pohoří od Kavkazu a Malé Asie k Altaji a Himálaji.
- velekur altajský (Tetraogallus altaicus)
- velekur kaspický (Tetraogallus caspicus)
- velekur kavkazský (Tetraogallus caucasius)
- velekur himálajský (Tetraogallus himalayensis)
- velekur tibetský (Tetraogallus tibetanus)